# Shrek
Shrek er en amerikansk computeranimationsfilm fra 2001. Filmen er baseret på William Steigs eventyr fra 1990 af samme navn.
Navnet "Shrek" har sin oprindelse fra det tyske ord Schreck, som også bruges på jiddisch (שרעק), og er kognat med ordet skræk på dansk.
I den engelske original lægger Mike Myers stemme til Shrek, mens Cameron Diaz lægger stemme til prinsesse Fiona, Eddie Murphy til det talende æsel og John Lithgow som den onde dværg Grev Farquaad.
Stemmen til Shrek blev oprindelig indspillet af Chris Farley. Efter hans død overtog Mike Myers hans rolle. Etter at Myers var færdig med at indspille alle replikkerne til rollen og filmproduktionen var godt i gang, bad Myers om at få lov til at indspille alle replikkerne forfra med en skotsk accent, som hans mor plejede at bruge da hun læste godnat-historier for ham.
Filmen blev lavet til at være af interesse for et voksent publikum, med mange voksen-orienterede vitser og temaer, men med en enkel historie og humor som skulle appellere til børn. Der blev brugt let genkendelig popmusik, og filmmusikken inkluderer musik af Smash Mouth, The Proclaimers, Jason Wade, Baha Men, og Rufus Wainwright.
Filmen blev ekstremt succesfuld og hjalp til at etablere DreamWorks som en stærk konkurrent til Walt Disney Pictures inden for animation,  specielt computer-animation. På grund af dette, har DreamWorks gjort Shrek til maskot for sine animerede produktioner.

## Handling
Historien handler om en grøn trold ved navn Shrek, som bliver tvunget af Grev Farquaad til at redde prinsesse Fiona fra en drage, så Farquaad kan gifte sig med hende. På vejen bliver Shrek ven med et talende æsel, og bliver forelsket i Fiona.
Filmen indeholder parodier på mange kendte eventyr og klassiske Disney-film, samt actionfilmen The Matrix. Grev Farquaad ligner Disneys direktør Michael Eisner, som i 1994 fyrede den nuværende direktør for DreamWorks, Jeffrey Katzenberg.

## Stemmer
| Figur           | Original stemme | Dansk stemme        | Noter                                                              |
| --------------- | --------------- | ------------------- | ------------------------------------------------------------------ |
| Shrek           | Mike Myers      | Amin Jensen         |                                                                    |
| Æsel            | Eddie Murphy    | Jan Gintberg        | Golden Globe for bedste mandlige birolle (Eddie Murphy, nomineret) |
| Prinsesse Fiona | Cameron Diaz    | Mille H. Lehfeldt   |                                                                    |
| Grev Farquaad   | John Lithgow    | Søren Sætter-Lassen |                                                                    |
| Robin Hood      | Vincent Cassel  | Steen Springborg    |                                                                    |

I Mindre Roller
- Annette Heick
- Anders Ørsager
- Grethe Mogensen
- Henrik Koefoed
- Julian T. Kellermann
- Lars Lippert
- Lars Thiesgaard
- Lasse Lunderskov
- Niels Weyde
- Peter Aude
- Peter Røschke
- Peter Zhelder
- Rosalinde Mynster
- Vibeke Dueholm